# Развој светског рекорда на 400 метара са препонама за жене
Светски рекорди у дисциплини трчања на 400 метара са препонама у женској конкуренцији, које ИААФ званично признаје, воде се од 1974. године. Први рекорди су мерени ручно (штоперицом).
Да данас (30.6.2017) ИААФ је ратификовао укупно 22 светска рекорда у женској конкуренцији.

## Ратификовани рекорди

### Рекорди од 1974. године
| Време | Атлетичарка           | Земља            | Место                            | Датум               | Трајање              |
| ----- | --------------------- | ---------------- | -------------------------------- | ------------------- | -------------------- |
| 56,51 | Кристина Кацперчик    | Пољска           | Аугзбург, Западна Немачка        | 13. јул 1974.       | 2 године и 348 дана  |
| 55,74 | Татјана Сторожева     | Совјетски Савез  | Карл Маркс Штат, Источна Немачка | 26. јун 1977.       | 48 дана              |
| 55,63 | Карин Рослеј          | Источна Немачка  | Хелсинки, Финска                 | 13. август 1977.    | 1 година и 5 дана    |
| 55,44 | Кристина Кацперчик    | Пољска           | Западни Берлин, Западна Немачка  | 18. август 1978.    | 1 дан                |
| 55,31 | Татјана Зеленцова     | Совјетски Савез  | Подољск, СССР                    | 19. август 1978.    | 14 дана              |
| 54,89 | Татјана Зеленцова     | Совјетски Савез  | Праг, Пољска                     | 2. септембар 1978.  | 328 дана             |
| 54,78 | Марина Макејева       | Совјетски Савез  | Москва, СССР                     | 27. јул 1979.       | 296 дана             |
| 54,28 | Карин Рослеј          | Источна Немачка  | Јена, Источна Немачка            | 18. мај 1980.       | 3 године и 24 дана   |
| 54,02 | Ана Амбразиене        | Совјетски Савез  | Москва, СССР                     | 11. јун 1983.       | 1 година и 11 дана   |
| 53,58 | Маргарита Пономарјова | Совјетски Савез  | Кијев, СССР                      | 22. јун 1984.       | 1 година и 92 дана   |
| 53,55 | Сабине Буш            | Источна Немачка  | Источни Берлин, Источна Немачка  | 22. септембар 1985. | 342 дана             |
| 53,32 | Марина Степанова      | Совјетски Савез  | Штутгарт, Западна Немачка        | 30. август 1986.    | 18 дана              |
| 52,94 | Марина Степанова      | Совјетски Савез  | Ташкент, СССР                    | 17. септембар 1986. | 6 година и 336 дана  |
| 52,74 | Сали Ганел            | Велика Британија | Штутгарт, Немачка                | 19. август 1993.    | 1 година и 357 дана  |
| 52,61 | Ким Батен             | Сједињене Државе | Гетеборг, Шведска                | 11. август 1995.    | 7 година и 362 дана  |
| 52,34 | Јулија Печонкина      | Русија           | Тула, Русија                     | 8. август 2003.     | 21 година и 212 дана |